# Mier y Noriega
Mier y Noriega là một đô thị thuộc bang Nuevo León, México. Năm 2005, dân số của đô thị này là 7047 người.